# Manettia coerulea
Manettia coerulea är en måreväxtart som beskrevs av Brother Alain. Manettia coerulea ingår i släktet Manettia och familjen måreväxter. Inga underarter finns listade i Catalogue of Life.